# ワールド (制作会社)
株式会社ワールドは動画制作・映像制作をする会社で、撮影（映像撮影・ドローン・360度撮影など）・映像制作（CG・アニメーション制作・3DCG制作）をする。創業2010年9月